# Chalcedectus lanei
Chalcedectus lanei är en stekelart som beskrevs av De Santis 1970. Chalcedectus lanei ingår i släktet Chalcedectus och familjen puppglanssteklar. Inga underarter finns listade i Catalogue of Life.